# Colinas de Chatigão

As colinas de Chatigão em Bangladexe

Colinas de Chatigão (em inglês:  Chittagong Hill Tracts) são uma área dentro da Divisão de Chatigão, no sudeste de Bangladexe, na fronteira entre a Índia e Mianmar. Abrangendo 13.295 quilômetros quadrados, formou um único distrito até 1984, quando a região foi dividida em três distritos: Khagrachari, Rangamati e Bandarban. Topograficamente, as colinas de Chatigão são a única área extensivamente montanhosa em Bangladexe.
Como Ladaque, Siquim, Darjeeling, Butão e Sri Lanca, constituem uma das poucas regiões em que o budismo é praticado no sul da Ásia.
As colinas de Chatigão foram palco de uma insurreição que durou 20 anos e terminou com a assinatura de um acordo de paz em 2 de dezembro de 1997.